# Monastère Notre-Dame de Beaufort
Le monastère Notre-Dame de Beaufort, est un établissement religieux de moniales de l'Ordre des Prêcheurs, rattaché à la Fédération Notre-Dame des Prêcheurs. Il est situé dans la commune de Plerguer, dans le département d’Ille-et-Vilaine, en Bretagne. Il relève du diocèse de Rennes.

## Historique
L'histoire des bâtiments est liée à l'antiquité des lieux. Elle est relatée dans l'article consacré au château de Beaufort. Les origines de l'Ordre de Saint-Dominique remontent à 1207 - 1215.
À la mort du marquis Xavier Louis Marie Félix Gouyon de Beaufort, en 1945, le château et les terres sont cédés à une Congrégation religieuse en 1950, qui la cédera à son tour en 1963 à la Congrégation des sœurs dominicaines. C'est sous la direction du Père Charles Mellet, dominicain, que quatre religieuses, venues de Carpentras et d'Aix-en-Provence, vont fonder ce monastère.
Les bâtiments jamais entretenus et menaçant de tomber en ruines, il fallut s'attaquer à leur restauration. Ces travaux se firent en vagues successives. En 1996 les bâtiments de l'ancien château sont entièrement restaurés.

## Chapelle
Une chapelle préexistait au château. Elle était sous le vocable de Sainte-Catherine et n'existe plus. Les religieuses font construire une chapelle à l'extrémité Nord du bâtiment principal. Des travaux d'agrandissement sont réalisés en 1974 et en 2000.

## Les Offices
Les Matines à 6 h 30 - les Laudes à 7 h 15, le dimanche à 7 h 30 - les Vêpres à 16 h 30 le lundi, à 17 h 30 du mardi au samedi, pas de Vêpres le jeudi. Le dimanche : Adoration à 16 h 30, Vêpres à 17 h - Complies ou Vigiles à 20 h 15.
Les Messes : le dimanche à 11h, à 9 h en semaine (possibilité de changement d'horaire, se renseigner sur le site).

## Journée d'une moniale
La vie des moniales est partagée entre la prière et le travail, les offices et les tâches quotidiennes d'entretien d'une vie en communauté. Certaines religieuses jouent d'un instrument de musique au cours des offices dont l'un est nommé Kora, harpe africaine qui fut introduite en Europe par des moines bénédictins de l'abbaye de Keur Moussa au Sénégal. Certaines travaillent à la réalisation d'icônes, d'autres de confitures (de renommée mondiale) ou encore à l'atelier de couture pour réaliser des vêtements liturgiques. Les religieuses ont enregistré quatre CD de musique liturgique, en vente à la boutique.

## Boutique
La boutique est ouverte dans une aile au Ssd du bâtiment principal, tous les jours de 14 h 30 à 17 heures, fermé le lundi. On y trouve des produits fabriqués par les religieuses, ainsi que des livres. Étoles et chasubles (vêtements religieux), livres et cartes postales, des CD de chants liturgiques de Beaufort, des Icônes peintes par une moniale du monastère, mais aussi des statues de pierre, des chapelets, des bougies, et des confitures confectionnées par les religieuses.

## Prieures
- 1963 à ... -
- 2011 - 2014 - Sœur Marie Bernard
- 2014 - ... - Sœur Alleluia Christi

## Profession solennelle
- le 28 août 2011 de sœur Anne Samuel, bénédiction de monseigneur Pierre d'Ornellas

## Mission
Les moniales de Saint-Dominique ont pour mission : la contemplation, la méditation et la prière et l'accueil fraternel de toute personne ou groupe, cherchant le silence, la prière et un soutien moral.